# Соња Столић
Соња Столић (21. април 1980, Косово Поље, СФРЈ) српска је атлетичарка — тркачица на велике удаљености.

## Каријера
Специјалиста за трке на средње и дуге стазе. Наступила је на Летњим олимпијским играма 2000. на 5000 метара. Њен тренер је Десимир Гајић. Њени бивши клубови су Мокра гора из Зубиног Потока и београдска Црвена звезда.